# Arlene Klasky
Arlene Klasky (Omaha, 26 de maio de 1949) é uma animadora, designer gráfico, produtora de televisão e co-fundadora da Klasky Csupo com Gábor Csupó. Arlene Klasky é uma das principais defensoras da indústria da televisão para a qualidade da programação de animação que diverte as crianças. Em 1999, foi nomeada uma das "Top 25 Women in Animation" pela publicação líder do setor, Animation Magazine. Ela é mais comumente conhecida por co-criar a série animada Os Rugrats com seu ex-marido Gabor Csupo, e Paul Germain.

## História
Klasky e seu sócio, Gábor Csupó, formaram Klasky Csupo, Inc. em 1981. Combinar os seus respectivos talentos em design gráfico e animação de personagens provou ser uma duradoura fórmula de sucesso. Hoje, ela continua a trabalhar no desenvolvimento de novos projetos para a televisão, além de supervisionar os projetos do estúdio em longa escala, juntamente com Csupo. Klasky também foi a força criativa por trás dos sucessos de bilheteria  "Rugrats in Paris: The Movie" e The Wild Thornberrys Movie.
Ane Klasky desempenhou um importante papel como co-criadora e produtora executiva dos dois prêmios Emmy Award-winning Rugrats e projetou vários dos personagens principais da série. Sua visão tem inspirado outras produções distintas, inclusive, Rugrats, Os Simpsons, Futurama,  AAAHH!!! Real Monsters, Santo Bugito, Rocket Power e Os Thornberrys.
Diversas partes da carreira de Klasky compartilha origens em comum com a indústria cinematográfica/de efeitos especiais. Depois de estudar animação no Instituto de Artes da Califórnia, Klasky ganhou a sua primeira experiência profissional como designer de sinalização e logotipos para projetos arquitetônicos. Ela entrou na indústria da música como designer em grandes gravadoras, como a A & M Records.
Depois de atuar como diretora de arte de revistas e publicidade, Klasky fez a transição para o cinema, juntando o lendário Robert Abel and Associates fazendo efeitos especiais e gráficos para filmes. Ela progrediu rapidamente para projetar título freelance para a New World Pictures e, em seguida, para a Marks & Marks and Film Califórnia, outra empresa que co-fundou, projetado on-air promos, IDs de estação e títulos de gráficos.

## Vida pessoal
Klasky já foi casada com o seu parceiro de negócios, Gabor Csupo, desde antes de começarem a sua empresa de animação. Eles têm dois filhos juntos, fruto seus 16 anos de casamento. Desde então, o casal pediu o divórcio em 1996, mas Arlene voltou a casar-se com Csupo. Eles continuam a ser parceiros de negócios. A aparência de Tommy Pickles na série Rugrats baseia-se em seu filho mais velho, Tom.

## Klasky Csupo
Juntos, Arlene Klasky e Gabor Csupo projetaram os títulos 21 Jump Street, Anything But Love e In Living Color. Eles também produziram videoclipes de Beastie Boys e Luther Vandross. Em 1990 eles começaram Rugrats com o piloto não exibido "Tommy Pickles and the Great White Thing" e a série iniciada em agosto de 1991.
Aaahh !!! Real Monsters estreou no Halloween de 1994, seu segundo cartoon a ser exibido pela Nickelodeon. Em 2003, Klasky fez o spin-off All Grown Up!, transmitido na América de 2003 a 2009 pelo canal The N, 2003-2006 pela Nickelodeon e em 2004 pela Nicktoons TV